# Franco Davín
Franco Davín (Pehuajó, provincia de Buenos Aires, 11 de enero de 1970) es un extenista argentino. En su momento, fue una de las tantas promesas del tenis argentino de finales de los años 1980, aunque sus mayores logros llegaron a posteriori de su retiro, en 1997 y a los 27 años de edad.

## Infancia y primeros pasos
Cursó su estudios primarios en la Escuela Domingo Faustino Sarmiento de la ciudad de Pehuajó y posteriormente, en forma parcial, realizó estudios secundarios en la Escuela Nacional Normal. Cuando estaba en segundo año no pudo continuar, al incursionar activamente en el tenis. 
Carlos González, su instructor de tenis en Pehuajó, recuerda que Franquito tenía 8 años de edad y concurría a la colonia “Vacaciones Felices”, que conducía el profesor Carlos Domínguez. Se formaban grupos y elegían un deporte. Franco optó por el tenis y al dejar la Colonia comenzó a recibir clases con González. Fue en el mes de diciembre, después de la clausura de la mencionada temporada de recreación infantil. 
Rápidamente asimiló técnicas y comenzó paulatinamente a identificarse con la disciplina e incursionó en la faz competitiva. A los 9 años ya era Campeón Provincial. A los 10 años, logró en Mendoza el primer campeonato nacional. Tenía 12 años y gana el Sudamericano disputado en Gimnasia y Esgrima de la Capital Federal y poco después, también con 12 años, se adjudica el título mundial en Mónaco (Francia). Más tarde, ganaría la copa Banana Boll en Brasil; aún con 13 años derrotaba a tenistas que tenían 18. 
Su desempeño fue brillante y sus condiciones excelentes. “Tenía una habilidad muy especial y sobre todo era un chico responsable y obediente”, recuerda el profesor González. No faltaba ni a las clases ni a los entrenamientos, le dedicaba 3 horas por día como mínimo.  Teniendo en cuenta sus condiciones, al poco tiempo se sumó a la escuela de tenis de Pérez Roldan, en Tandil, e integró un exitoso cuarteto en aquellos tiempos, junto a los hermanos Guillermo y Mariana Pérez Roldan y a Patricia Tarabini,  hija de un conocido futbolista. Franco se destacó de sobremanera y escaló rápidamente en el ámbito internacional. 
Vivía en calle Alsina al 900, a escasas 4 cuadras del Club Estudiantes Unidos, lugar donde comenzó a identificarse con el tenis.  
El profesor González se mantiene en contacto permanente con Franco, ahora en su exitosa condición de entrenador. Mantienen comunicaciones frecuentes y especialmente en los esporádicos viajes que realiza a Pehuajó, donde Franco mantiene la casa de su infancia y adolescencia.

## Campaña como Junior
En el '85, llegó cuartos del US Open, octavos en Wimbledon y cuartos en Roland Garrós. Semifinalista en dobles con Guillermo Pérez Roldán. 
En el '86, octavos en Roland Garrós y finalista del US Open (perdió con Javier Sánchez). En dobles llegó a cuartos del US Open, con Pérez Roldán. 
En el '87, fue semifinalista en Roland Garrós, y en dobles finalista con Pérez Roldán
Ya a los 14 años contaba con puntos ATP, y fue el mejor Junior de su época.

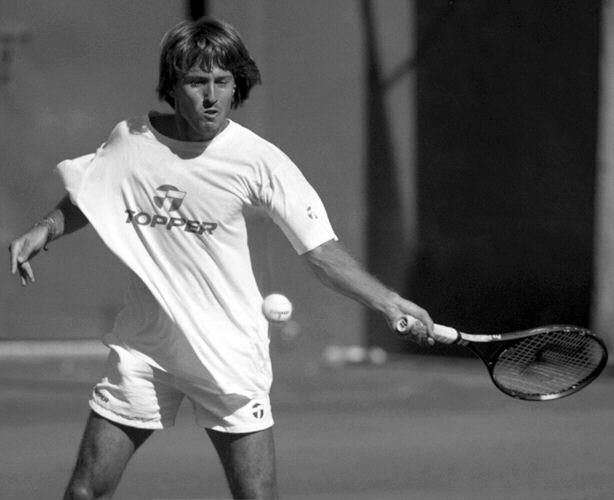
Primeros pasos con la raqueta

### Etapa en el circuito
Su primer halago importante fue al poco tiempo de cumplir 15 años, cuando batió en el ATP de Buenos Aires a Hans Gildemesiter para convertirse en el jugador más joven en ganar un certamen de ese estilo. 
Las temporadas 1989, 1990 y 1994 lo vieron consagrarse en St. Vincent, Palermo y Bucarest respectivamente; además de llegar a cuartos de final en Roland Garros 1991 y poder vencer a lo largo de su relativamente corta carrera a grandes jugadores como Boris Becker, Juan Bruguera y Andre Agassi. Su mejor ranking lo alcanzó en 1990, cuando el 8 de octubre apareció 30.º en la clasificación. En el 94, fue el mejor tenista argentino del circuito. Sólo jugó dos singles por la Copa Davis, en febrero de 1995, en Buenos Aires, en el cotejo en el que la Argentina superó a Chile por 3 a 2.
En 1997, mientras enfrentaba al holandés Van Hudt en la ronda clasificatoria del Challenger de Barletta, se acercó al juez y le comunicó que no seguiría jugando pero no por una lesión sino porque se retiraba. Inesperadamente y a los 27 años, Franco decidió que hasta allí había llegado su ciclo como jugador. Su entrenador de aquel entonces, Eduardo Infantino, no comprendía la situación por el lugar donde se había suscitado, pero sabía desde el año anterior, cuando una dolencia en un hombro lo alejó varios meses de las canchas, que el partido final estaba presto a jugarse en cualquier momento. Luego de 11 años de grandes sacrificios, Davín decidió que era hora de explotar su pasión por el tenis desde otro lugar.

## Como entrenador

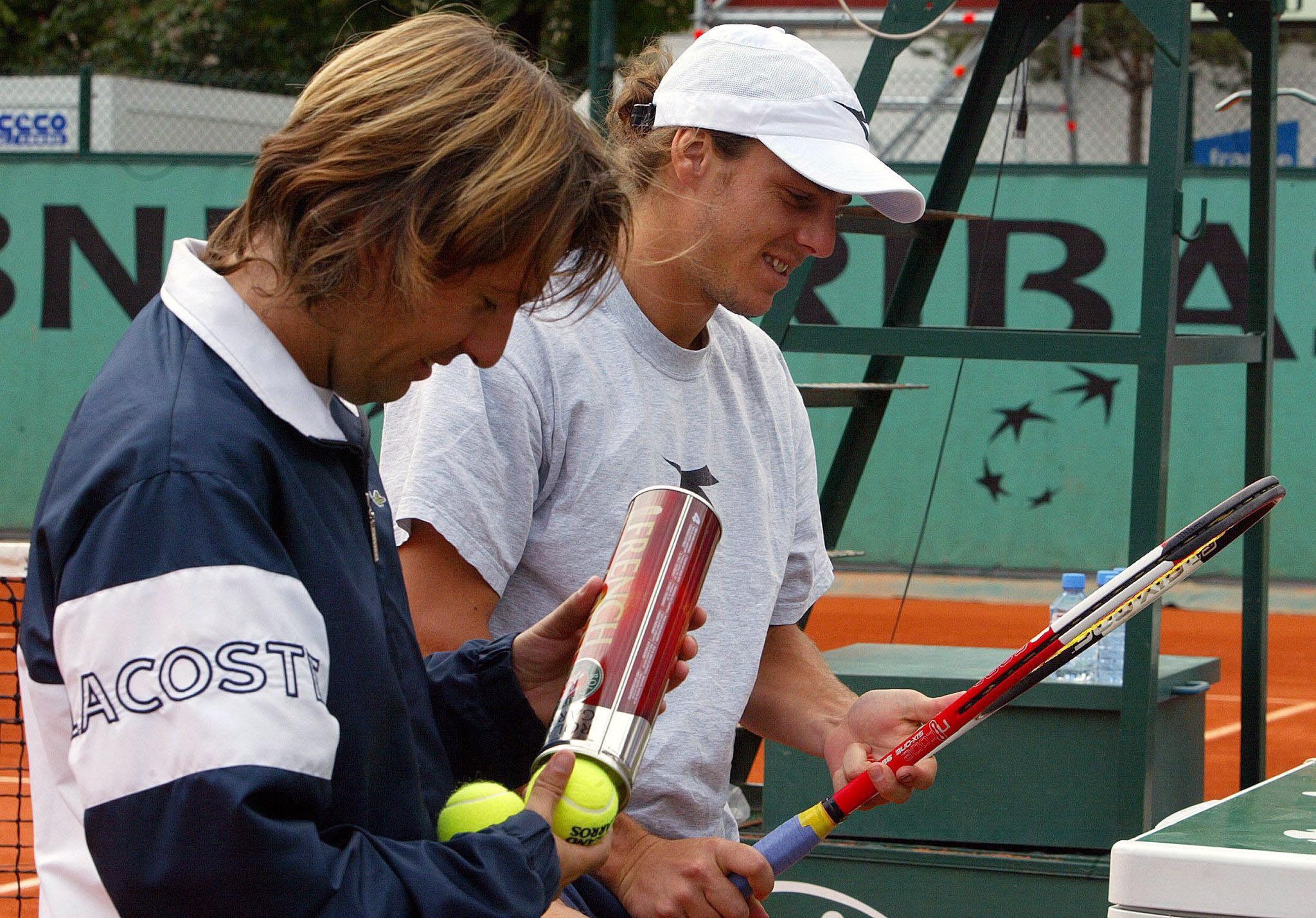
Franco con Gastón Gaudio

De ese modo, comenzó a trabajar para desempeñarse como entrenador, y su primera experiencia fue en 1998, dirigiendo el equipo de Fed Cup ante la renuncia de Martín Jaite. En 1999 la chance fue, nada más y nada menos, que con el equipo Nacional de Copa Davis, que buscaba retornar al grupo mundial luego de algunos años de opacas actuaciones y sin rumbo definido. El resultado fue el ansiado ascenso en el 2001, comenzando así una era en la que la tendencia cambió radicalmente: Ahora se pelea por la «Ensaladera», lejos de la chance de perder la categoría. 
Poco tiempo después, el nuevo desafío de Davín se llamó Guillermo Coria, un talento que asomaba con fuerza. Franco guio los pasos del «Mago» hasta diciembre de 2002, obteniendo junto a él los Challenger de Lima, San Pablo, Montevideo y Buenos Aires en 2000, el ATP de Buenos Aires en 2001, y los Challenger de Lugano y Prostejov en 2002. 
En diciembre de 2002, la etapa del santafesino junto a Davín culminó, para dar paso a otra igual de atractiva al lado de Gastón Gaudio, otro jugador de esa generación prometedora. Junto al «Gato», Davín alcanzó la gran satisfacción de su carrera como entrenador al vencer en Roland Garros 2004, en la única final de la historia netamente argentina: Gastón Gaudio-Guillermo Coria. Dos «productos» de Franco. Posteriormente, su vínculo con Gaudio generó otras satisfaciones en torneos ATP, tales los casos de Buenos Aires, Viña del Mar, Kitzbuhel y Gstaad, además de una decorosa presentación en el Masters 2005.
Posteriormente, en 2009, completó otro gran logro como mentor de Juan Martín del Potro, en el Abierto de Estados Unidos 2009, donde el tandilense logró el primer Grand Slam de su carrera al vencer a Roger Federer en la final en 5 sets. 
De esta manera, Davín ya ha sido entrenador de 2 campeones de Grand Slam; Gastón Gaudio y Del Potro. Además, fue entrenador del campeón en 2 Grand Slam diferentes; Roland Garros y Abierto de los Estados Unidos.
También ha entrenado a otros tenistas destacados como Grigor Dimitrov, Cristian Garín, Kyle Edmund, Fabio Fognini, entre otros.

## Vida privada
En la actualidad se encuentra entrenando con el joven tenista estadounidense Brandon Nakashima.

## Torneos ATP (3; 3+0)

### Individuales (3)

#### Títulos
| Leyenda                |
| Grand Slam (0)         |
| Tennis Masters Cup (0) |
| ATP Masters Series (0) |
| ATP Tour (3)           |

| N.º | Fecha                    | Torneo        | Superficie    | Oponente en la final | Resultado |
| --- | ------------------------ | ------------- | ------------- | -------------------- | --------- |
| 1.  | 14 de agosto de 1989     | Saint-Vincent | Tierra batida | Juan Aguilera        | 6-2 6-2   |
| 2.  | 24 de septiembre de 1990 | Palermo       | Tierra batida | Juan Aguilera        | 6-1 6-1   |
| 3.  | 12 de septiembre de 1994 | Bucarest      | Tierra batida | Goran Ivanišević     | 6-2 6-4   |

#### Finalista (6)
| N.º | Fecha                   | Torneo       | Superficie    | Oponente en la final   | Resultado   |
| --- | ----------------------- | ------------ | ------------- | ---------------------- | ----------- |
| 1.  | 10 de noviembre de 1986 | Buenos Aires | Tierra batida | Jay Berger             | 3-6 3-6     |
| 2.  | 12 de junio de 1989     | Bolonia      | Tierra batida | Javier Sánchez Vicario | 1-6 0-6     |
| 3.  | 2 de abril de 1990      | Estoril      | Tierra batida | Emilio Sánchez Vicario | 3-6 1-6     |
| 4.  | 1 de octubre de 1990    | Atenas       | Tierra batida | Mark Koevermans        | 7-5 4-6 1-6 |
| 5.  | 10 de agosto de 1992    | Praga        | Tierra batida | Karel Nováček          | 1-6 1-6     |
| 6.  | 24 de agosto de 1992    | Umag         | Tierra batida | Thomas Muster          | 1-6 6-4 4-6 |